# Capitão Furtado
Ariovaldo Pires (Tietê, 31 de agosto de 1907 — São Paulo, 10 de novembro de 1979), mais conhecido como Capitão Furtado, foi um compositor e cantor brasileiro.
Era sobrinho do escritor, músico, cineasta e divulgador da cultura caipira Cornélio Pires.

## Biografia
Mudou-se, ainda criança, para Botucatu e, em 1926, para São Paulo, onde trabalhou (em 1927) como auxiliar de escritório na empresa Henrique Metzger. Dois anos depois, é o intérprete na negociação entre seu tio Cornélio Pires e Wallace Downey (1902-1967), supervisor artístico da Columbia, e torna-se seu secretário. Em 1931, auxilia Downey a produzir o filme Coisas Nossas. 
Em 1929 participou da inauguração da Rádio Cruzeiro do Sul, encenando um quadro caipira, substituindo o ator Sebastião Arruda. Em sua estreia como letrista, compôs com Marcelo Tupinambá a toada '"Coração"'. Durante algum tempo, assumiu o papel de caipira no programa "Cascatinha do Genaro", na Rádio Cruzeiro do Sul. Nessa rádio, ao lado de Celso Guimarães, criou o primeiro programa de calouros a utilizar esse título.
Passou a apresentar o programa "Cascatinha do Gennaro" na Rádio São Paulo, PRA-5, em 1934. Nessa época, adotou o nome artístico de Capitão Furtado, em alusão a uma proposta malsucedida com a Rádio Cruzeiro do Sul. 
Em 1935, ele atuaria como coordenador artístico do filme "Fazendo Fita". Em 1936, tomou parte no Primeiro Concurso de Músicas Carnavalescas, organizado pela Comissão de Divertimentos Públicos da Prefeitura de São Paulo. Ary Barroso também participava e era dado como vencedor, porém, para a surpresa de todos, a composição que venceu foi 'Mulatinha da Caserna', da autoria de Capitão Furtado e Martinez Grau. Essa marcha seria gravada em janeiro de 1936, na gravadora  Victor, por Januário de Oliveira e Arnaldo Pescuma.
Ainda em 1936, Capitão Furtado iniciou uma parceria frutífera com Alvarenga e Ranchinho, que gravariam sua composição "Itália e Abissínia". Os três começaram a trabalhar na Rádio Tupi do Rio de Janeiro também em 1936, formando a "Trinca do Bom Humor" e gravando várias composições.
Ao lado da atriz Jurema de Magalhães, em 1936, Capitão Furtado gravou pela Odeon o belo diálogo amoroso intitulado Adoração, com música de Antônio Campos Negreiro e Vicente Paiva.
Em 1937, Capitão Furtado gravaria sozinho ou em companhia de outros artistas vários trabalhos satíricos em linguajar caipira.
Deixou a Rádio Tupi em 1939, indo para a Rádio Nacional, onde ficou por pouco tempo. Nesse ano de 1939, estreou no Teatro João Caetano, no Rio de Janeiro, "O Tesouro do Sultão", de sua autoria, música de Radamés Gnattali, com a Companhia Jardel Jércolis. A peça foi um grande sucesso.
No final de 1939, ele retornaria a São Paulo, criando na Rádio Difusora o programa "Arraial da Curva Torta", revelando diversas duplas caipiras, sendo Tonico e Tinoco a principal.
Capitão Furtado teve suas composições gravadas por vários intérpretes dos anos 30 e 40, compondo vários estilos, inclusive fazendo versões, como a de "Lili Marlene", gravada pelo ator e cantor Ênio Santos.
Dedicou-se à música caipira e sua divulgação ao longo das décadas, recebendo homenagens de grandes vultos desse estilo musical.
Capitão Furtado faleceu em São Paulo (SP), em 10 de novembro de 1979, aos 72 anos de idade.

## Importância cultural
A obra de Capitão Furtado soma mais de mil canções, das quais cerca de 350 estão gravadas em discos 78 rpm, LPs e CDs. Trata-se de um dos compositores mais gravados e significantes da história da música popular brasileira, mesmo sem levar em conta sua atuação nas emissoras de rádio, que deixam poucos registros de programas, normalmente realizados ao vivo. O traço mais marcante de sua produção são as músicas e histórias sobre a vida do caipira paulista, que revelam a simplicidade do homem do interior de maneira bem-humorada. 
No cateretê "Moda dos Meses", de 1937, Alvarenga e Ranchinho sugerem, de maneira pouco sutil, que o ouvinte não se case nos "primeiros" 11 meses do ano e avisam: "Quem chegou inté dezembro / vivendo sempre sortero / Num vai istragá no fim / a sorte de um ano inteiro". Na moda "Num Tenho Medo de Homem", 1940, Nhá Zefa relembra um história contada por sua avó em que afirma: "Os homi são convencido / Só por ter barba e bigode / Também gato é bigodudo / E barba quem usa é bode". Mas Capitão Furtado não se limita à música regional paulista. Ele conhece a fundo a música interiorana de Mato Grosso, Goiás e Minas Gerais, produz versões de músicas e canções em voga, cria sambas-canção e valsas, escreve livros sobre o caipira paulista e esquetes para a rádio. Gilberto Alves, por exemplo, grava "Linda Flor que Morreu", de autoria de Capitão Furtado e Jota Soares (1940), em que um amor não correspondido é cantado de forma lânguida e lenta: "Eu quisera viver feliz / Só viver da saudade / Sim, da sublime ilusão / Que é igual / A uma flor que nasceu / Porém logo após feneceu / Tal qual minha felicidade / Tu és o sonho fugaz que passou / Linda flor que morreu / E o vento levou". As Irmãs Divino gravam a saudade da terra "No Coração de Goiás" (1960, em parceria com Julião): "Quanta saudade me veio laçando boi marruá / Tem animado rodeio no coração de Goiás / Ai, ai, ai, ai, / Tem animado rodeio no coração de Goiás!".
Quando o pseudônimo Capitão Furtado torna-se conhecido do ouvinte, alguns programas de inspiração regional já fazem parte da grade de programação das emissoras de rádio. Seu tio Cornélio Pires, que financia com recursos próprios as primeiras gravações de moda de viola na Columbia, está no ar em 1929 apresentando imitações de aves e uma turma de "caipiras legítimos" na Rádio Educadora Paulista. Pires, Genésio Arruda ou Nhô Totico são fontes de inspiração de Furtado e de outras emissoras para a criação de programas bem-humorados, com modas e toadas singelas e reconstituições de festas e danças que procuram retratar a vida do homem do interior paulista, como revela o LP "Arraial da Curva Torta", lançado em 1958 pela Continental. Nele, apresenta uma cena intitulada "Festança no Arraiá", seguido por cururus, cateretês, valsas, poemas, todos interpretados por artistas que fazem parte do programa da Rádio Difusora, anos antes, como Tonico e Tinoco, Irmãs Castro, Duo Guarujá, Serrinha e Rielinho ou Vieira e Vieirinha.
Diferentemente de Pires, no entanto, a permanência de Capitão Furtado em diversas emissoras de rádio no decorrer de boa parte do século XX permite que ele siga arregimentando e lançando artistas e reservando espaço à música do interior em um cenário cada vez mais influenciado pela música estrangeira. Além disso, se seu tio é sempre lembrado como pioneiro na gravação de modas de viola, Capitão Furtado é pouco notado como um dos principais divulgadores da música caipira. A importância da sua obra de preservação da música do interior paulista aparece em poucos momentos, como a homenagem de Roberto Corrêa (1957), João Lyra e Adelmo Arcoverde no LP "Marvada Viola", lançado, em 1987, pela Fundação Nacional de Artes (Funarte), com participação de Sivuca, Rolando Boldrin, Zé Mulato e Cassiano. No CD, Assis Ângelo apresenta inéditos de Capitão Furtado e Téo Azevedo.